# Sälgsjön
Sälgsjön est une localité de Suède dans la commune de Gävle située dans le comté de Gävleborg.
Sa population était de 217 habitants en 2019.